# Maciej Stryjkowski
Maciej Stryjkowksi (ook geschreven als: Strykowski en Strycovius; Stryków, ca. 1547 - 1593) was een Pools priester, diplomaat, schrijver en dichter.

## Biografie
Maciej Stryjkowski werd geboren in de Poolse plaats Stryków. Hij verkreeg zijn eerste scholing in de stad Brzeziny en na het behalen van zijn diploma ging hij dienen in het leger van het groothertogdom Litouwen. Hij maakte deel uit van het garnizoen van Vitebsk en diende aldaar onder Alexander Guagnini. Rond zijn vijfentwintigste nam hij ontslag uit het leger en werd hij een protegé van bisschop Merkelis Giedraitis. Stryjkowksi werd uiteindelijk priester en werd proost van de parochie Jurbarkas. Aldaar wijdde hij zich aan het schrijven van een monumentale kroniek over de landen van Polen-Litouwen. In 1582 werd zijn kroniek onder de titel Kroniek van Polen, Litouwen, Samogitië, geheel van Roethenië van Kiev, Moskou, Novgorod... uitgegeven in Koningsbergen.
Zijn kroniek gold als een succesvolle samenvoeging van de werken van Jan Długosz en Maciej Miechowita, maar het bevat daarnaast ook Roetheense kronieken, volksverhalen en legendes. De kroniek vond veel aftrek bij de Szlachta en tevens werd hij hiermee een belangrijk vormgever van de Litouwse nationale identiteit in die periode.

## Werken
- Sarmatiae Europae discriptio (1574)
- O początkach, wywodach, dzielnościach, sprawach rycerskich i domowych sławnego narodu litewskiego, żemojdzkiego i ruskiego... (1575-1577)
- Kronika Polska, Litewska, Żmódzka y wszystkiej Rusi... (1582)

- Bibliothèque nationale de France: cb15513764t (data)
- Gemeinsame Normdatei: 104197870
- International Standard Name Identifier: 0000 0000 6668 5090
- Library of Congress Control Number: n83059103
- Nationale Bibliotheek van Tsjechië: js2011654288
- Nationale Bibliotheek van Israël: 987007268643405171
- Nederlandse Thesaurus van Auteursnamen: 07132688X
- Système universitaire de documentation: 142687758
- Virtual International Authority File: 294032420